# Benoît Angbwa
Benoît Angbwa est un footballeur camerounais, né le 1er janvier 1982 à Bafoussam, Cameroun. Il évolue au poste de défenseur latéral. Il mesure 1,79 m et pèse 78 kilos.

## Biographie
Formé à l’Ecole de Football Brasseries du Cameroun (EFBC), il passe par l'équipe de CFA du Montpellier HSC lors de la saison 2000-2001.
De retour de prêt du LOSC, il n'est plus rémunéré par son club d'origine, le Nacional Montevideo, ce qui lui permet, après une longue bataille juridique, de se libérer de son contrat (décembre 2005). Il signe en janvier 2006 au Krylia Sovetov, où il reste jusqu'au 31 décembre 2007.
Il signe en 2008 et pour quatre saisons au Saturn Ramenskoye avec des ambitions : « jouer les trois premiers et si possible le championnat ».
Finalement, début 2011, il s'engage avec le FK Anji Makhatchkala. Un club ambitieux du Daghestan où il est très vite rejoint par le Brésilien Roberto Carlos.
Pour la saison 2019-2020 il a rejoint le Foot Féminin Douaisis comme entraîneur des prometteurs U18. Il apporte également son expérience dans le projet sportif et conseille l’ensemble des coachs.
Samuel Eto'o le nomme au poste de coordonnateur général des sélections à la Fédération camerounaise de football le 12 juillet 2022.

## Carrière
| Saison    | Club                 | Pays    | Championnat      | Championnat | Championnat | Championnat  | Championnat  | Europe | Europe | Europe |
| Saison    | Club                 | Pays    | Division         | Matchs      | Buts        | Cartons      | Cartons      | Coupe  | Matchs | Buts   |
| Saison    | Club                 | Pays    | Division         | Matchs      | Buts        | Carton jaune | Carton rouge | Coupe  | Matchs | Buts   |
| --------- | -------------------- | ------- | ---------------- | ----------- | ----------- | ------------ | ------------ | ------ | ------ | ------ |
| 2003      | Nacional Montevideo  | Uruguay | Primera División | 34          | 3           | ?            | ?            | /      | -      | -      |
| 2004      | Nacional Montevideo  | Uruguay | Primera División | 2           | 1           | ?            | ?            | /      | -      | -      |
| 2004-2005 | Lille OSC            | France  | Ligue 1          | 20          | 0           | ?            | 15           | C3     | 8      | 0      |
| 2005      | Nacional Montevideo  | Uruguay | Primera División | ?           | ?           | ?            | ?            | /      | -      | -      |
| 2006      | Krylia Sovetov       | Russie  | Premier-Liga     | 21          | 0           | ?            | ?            | /      | -      | -      |
| 2007      | Krylia Sovetov       | Russie  | Premier-Liga     | 23          | 0           | ?            | ?            | /      | -      | -      |
| 2008      | Saturn Ramenskoïe    | Russie  | Premier-Liga     | 24          | 0           | ?            | ?            | /      | -      |        |
| 2009      | Saturn Ramenskoïe    | Russie  | Premier-Liga     | 23          | 3           | ?            | ?            | /      | -      |        |
| 2010      | Saturn Ramenskoïe    | Russie  | Premier-Liga     | 24          | 0           | ?            | ?            | /      | -      |        |
| 2011-2012 | FK Anji Makhatchkala | Russie  | Premier-Liga     | 29          | 4           | 5            | 0            | /      | -      | -      |
| 2012-2013 | FK Rostov            | Russie  | Premier-Liga     | 1           | 0           | 0            | 0            | /      | -      | -      |

## International
- 17 sélections, 1 but
- Première sélection : Cameroun 1-0 Sénégal, le 9 février 2005
- 1 match joué lors de la CAN 2006
- A participé la CAN 2008 où le Cameroun termine finaliste de l'épreuve.